# Tom Beasley
Tom Beasley é um ex-jogador profissional de futebol americano estadunidense.

## Carreira
Tom Beasley foi campeão da temporada de 1979 da National Football League jogando pelo Pittsburgh Steelers.